# BiteFight
BiteFight là một Webgame được công ty Gameforge Productions GmbH, Đức phát triển. Bitefight là game hoàn toàn miễn phí chơi trên trình duyệt mà bạn thi thố tài năng với hàng ngàn người chơi khác. Điều duy nhất bạn cần để chơi là 1 trình duyệt web (ví dụ như Internet Explorer hoặc Firefox), không cần tải về hoặc cài đặt. Khi bạn đang nhập, bạn có thể lựa chọn vai trò là một con ma cà rồng hoặc ma sói và tham gia cuộc chiến.

## Cách chơi

### Kĩ năng
Bảng này chỉ ra cấp độ hiện tại của bạn. Cấp độ dựa trên kinh nghiệm và tăng thêm số kinh nghiệm bạn nhận được (ví dụ trong trận chiến)
- Lực: cho biết mức độ sức mạnh của bạn có thể dùng trong trận đấu. Lực càng cao, bạn càng có nhiều cơ hội đánh trúng đối phương
- Phòng thủ: phản ánh khả năng của bạn để bảo vệ chính mình và khả năng của bạn để tránh các cuộc tấn công của đối phương.
- Độ khéo léo: mô tả khả năng gây vết thương của bạn cho đối phương trong trận đấu. Giá trị đó càng cao, càng có nhiều khả năng bạn đánh trúng đối phương.
- Sức chịu đựng: ảnh hưởng đến thời gian hoàn thiện công lực của bạn và hạn chế sự thiệt hại do đối phương gây ra trong trận đấu. Giá trị đó càng cao, bạn càng phục hồi nhanh hơn. Tỷ lệ phục hồi cho mỗi giờ tương ứng với số điểm Sức chịu đựng của bạn.
- Uy tín: xác định mức độ khả năng của bạn để tìm một đối thủ trong khi săn ngẫu nhiên. Uy tín càng cao, bạn càng có cơ hội tìm được đối thủ của bạn. Trong trận đấu, uy tín giúp bạn có những cú đánh đôi. Khi bạn săn người, uy tín cao giúp bạn tìm thêm nhiều chiến lợi phẩm.
- Kinh nghiệm: kinh nghiệm mà bạn đạt được trong game ảnh hưởng đến cấp độ của bạn. Các tổng quan cho biết có bao nhiêu điểm kinh nghiệm mà bạn cần có để lên cấp độ tiếp theo. Hiện có nhiều cách khác nhau để đạt được số điểm kinh nghiệm:

săn người, làm việc Nghĩa trang, làm nhiệm vụ hoặc săn quỷ.
Những số điểm kinh nghiệm mà bạn cần để đạt cấp độ tiếp theo dựa trên các nguyên tắc: 10 * cấp-5.
- Sức khoẻ: cho biết sức khoẻ của nhân vật hiện tại. Đừng lo lắng rằng nhân vật của bạn sẽ chết nếu điểm sức khoẻ quá thấp. Nhưng bạn không thể đi săn, nếu bạn có ít hơn 25 điểm sức khoẻ. Sau khi sức khỏe của bạn bị giảm, nó sẽ bắt đầu tự động tăng trở lại theo thời gian.

Bạn có thể cải thiện năm kỹ năng cơ bản (Lực, Phòng thủ, Độ khéo léo, Sức chịu đựng và Uy tín) qua luyện tập. Nếu bạn muốn uyện tập các kỹ năng của bạn, bạn cần phải dùng vàng mà bạn cướp được. Càng luyện tập các kĩ năng cao, bạn càng tốn nhiều vàng.

### Thay đổi trong đánh nhau
- Cú đánh đôi: là số cú đan1h mà bạn thực hiện được trong 1 lượt đánh. Giá trị này sẽ được tự động thêm vào dựa trên mức độ của chỉ số Uy Tín. Số lượng cú đánh bình thường sẽ phụ thuộc cấp độ và Uy tín của bạn. Số lượng cú đánh đôi được xem như là giá trị bổ sung cho cú đánh bình thường.
- Khoá đòn: Bằng cách sử dụng những đồ vật có cộng thêm chỉ số này, bạn có thể dễ dàng tránh được những cú đánh đôi từ đối phương. Số lượng Khoá đòn bạn có sẽ được trừ thẳng vào số lượng cú đan1h của đối phương. Chú ý, nếu bạn có nhiều Khoá đòn hơn đối phương, bạn có thể đánh bại hắn chỉ bằng 1 cú đánh.
- Khả năng đánh trúng: Đồ vật có chứa Khả năng đánh trúng có thể tăng khả năng sát thương của bạn trong 1 lần đánh. Tùy theo cấp độ của bạn, nó được tính dựa vào tỉ lệ giữa giá trị Khả năng đánh trúng của bạn và sức Phòng thủ của đối phương.
- Khả năng né tránh: ảnh hưởng đến Khả năng đánh trúng của đối phương và trái ngược với chúng(Chỉ số cơ bản + Khả năng đánh trúng),bạn sẽ có ít khả năng bị dính đòn.
- Thiệt hại vũ khí: Như lúc trước, bạn càng có nhiều Lực, khảnăng sát thương càng cao. Thiệt hại vũ khí sẽ nâng khả năng sát thương lên cao hơn nữa.

Với Kịch bản trận chiến mới, khả năng của bạn sẽ quan trọng hơn cấp độ của bạn. Đồ vập mới sẽ mang lại cho bạn những kĩ năng mới, ảnh hưởng trực tiếp đến kết quả trận đấu. Lúc trước, chúng ta luôn có một công thức để chiến đấu. Bây giờ, với những chỉ số mới này, mỗi người chơi có mõt công thức riêng để chiến thắng.

### Thiệt hại

#### Khả năng tác dụng của Đồ vật?
Không may, câu hỏi này khó được trả lời do khả năng của mỗi người chơi là khác nhau. Nó phụ thuộc vào cấp độ nhiều hơn kĩ năng của anh ta. Một đồ vật có thể có tác dụng mạnh hơn nếu người sử dụng nó có cấp độ gần với cấp độ "yêu cầu" của vũ khí đó.

##### Cách tính thiệt hại
Công thức mới là:
[(Giá trị cơ bản của Lực + Lực cộng thêm bởi vật phẩm) / Cấp độ] + Thiệt hại vũ khí = Thiệt hại dành cho đối phương
Đây là thiệt hại tối đa mà bạn có thể làm được.
Ví dụ về ảnh hưởng của vũ khí mới:
1 người chơi có cấp độ 160 có 1 đồ vật cộng 10% Khả năng đánh trúng, giá trị của đồ vật cho bạn thêm 10% kỹ năng, có giá rẻ hơn chính kỹ năng đó (cần để đạt hiệu quả tương tự trong cuộc chiến). Việc này sẽ làm cân bằng giữa rèn luyện kĩ năng và tăng cấp độ. Thế là, khi bạn thấy 1 đồ vật có giá cao với một vài chỉ số đặc biệt, đó là vì đồ vật đó cho phép bạn sử dụng chỉ số đó 1 lần nữa.

## Các công cụ cho BiteFight
Khá nhiều người hâm mộ BiteFight đã tạo ra một số công cụ hữu ích để giúp chơi dễ dàng hơn. Tuy nhiên, cần cẩn thận khi sử dụng những công cụ này, đặc biệt là khả năng bị lộ thông tin mật.
- BITEFIGHT.VN SCRIPT
- Welcome n00b

### Trang chủ chính thức
- Gameforge Productions GmbH
- Máy chủ tiếng Đức
- Máy chủ tiếng Anh
- Máy chủ tiếng Việt
- Diễn đàn Bitefight VN